# Manuela Mena
Manuela B. Mena Marqués (ur. 30 stycznia 1949 w Madrycie) – hiszpańska historyczka, konserwatorka i kuratorka sztuki. Specjalizuje się w rysunku i malarstwie włoskim z XVII wieku. Jest żoną brytyjskiego historyka sztuki Normana Rosenthala.
Napisała pracę doktorską na temat włoskiego malarza Carlo Maratta pod kierunkiem Alfonsa Péreza Sáncheza w 1976 na Uniwersytecie Complutense w Madrycie. Wykładała na Uniwersytecie Autonomicznym w Madrycie w latach 1971–1981, do czasu kiedy została konserwatorką sztuki w muzeum Muzeum Prado. Jest dyrektorką działu konserwacji XVIII-wiecznego malarstwa oraz dzieł Francisca Goi. Pełniła funkcję zastępcy dyrektora muzeum przez 16 lat (jako jedyna kobieta na tym stanowisku w historii muzeum), była kuratorką wielu wystaw. W październiku 2018 przeszła na emeryturę po ponad 40 latach współpracy z Muzeum Prado.
W 2008 wywołała głośną polemikę na temat obrazu Kolos kwestionując autorstwo Goi i przypisując je jego uczniowi, malarzowi Asensio Julià. Jej stanowisko wspiera brytyjska krytyczka sztuki Juliet Wilson Bareau, w opozycji pozostają iberysta Nigel Glendinning i historyczka sztuki Jesusa Vega.

## Publikacje
- Dibujos italianos de los siglos XVII y XVIII en la Biblioteca Nacional, cat. exp., Madryt, Dirección General del Libro y Bibliotecas, 1984.
- Dibujos italianos del siglo XVII, «Museo del Prado. Catálogo de dibujos VI», Madryt, Ministerio de Cultura, 1983.
- El «cuaderno italiano», 1770-1786. Los orígenes del arte de Goya, 2 vols., Madryt, Muzeum Prado, 1994.
- Goya: la metáfora de los «Cómicos ambulantes», Historias mortales, Barcelona, Galaxia Gutenberg-Círculo de Lectores, 2004, ss. 249-278.
- Goya, pintor religioso. Tres cuadros inéditos,  Madryt, Muzeum Prado, 2003.
- La duquesa de Alba «musa» de Goya. El mito y la historia, Madryt, Muzeum Prado, 2006. We współpracy z Gudrunem Mühle-Maurer.